# Кличова (Тимиш)
Кличова (рум. Cliciova) насеље је у Румунији у округу Тимиш у општини Бетхаусен. Oпштина се налази на надморској висини од 133 m.

## Прошлост
По "Румунској енциклпедији" место се помиње као посед Јанка Хуњадија 1454. године. Пописано је у њему 1717. године 30 домова. Из места потиче проф. Јосиф Поповић који је у међуратном периоду поклонио 1200 старих књига, да се оснује у селу библиотека.
Аустријски царски ревизор Ерлер је 1774. године констатовао да место припада Сарачком округу, Лугожког дистрикта. Становништво је било претежно влашко. Када је 1797. године пописан православни клир ту су била два свештеника Поповића. Пароси, поп Гаврил (рукоп. 1794) и поп Георгије (1788) служили су се само румунским језиком.

## Становништво
Према подацима из 2002. године у насељу је живело 479 становника.

### Попис2002.
| Расподела становништва по националности 2002.‍ | Расподела становништва по националности 2002.‍ | Расподела становништва по националности 2002.‍ | Расподела становништва по националности 2002.‍ | Расподела становништва по националности 2002.‍ |
| --------------------------------------------- | --------------------------------------------- | --------------------------------------------- | --------------------------------------------- | --------------------------------------------- |
|                                               |                                               |                                               |                                               |                                               |
| Румуни                                        | Румуни                                        |                                               | 435                                           | 91,6%                                         |
| Мађари                                        | Мађари                                        |                                               | 5                                             | 1,1%                                          |
| Украјинци                                     | Украјинци                                     |                                               | 35                                            | 7,4%                                          |